# Le Poiré-sur-Velluire
Le Poiré-sur-Velluire is een plaats en voormalige gemeente in het Franse departement Vendée in de regio Pays de la Loire en telt 629 inwoners (2005). De plaats maakt deel uit van het arrondissement Fontenay-le-Comte.

## Geschiedenis
Le Poiré-sur-Velluire is op 1 januari 2019 gefuseerd met de gemeente Velluire tot de gemeente Les Velluire-sur-Vendée.

## Geografie
De oppervlakte van Le Poiré-sur-Velluire bedraagt 17,1 km², de bevolkingsdichtheid is 36,8 inwoners per km².
De onderstaande kaart toont de ligging van Le Poiré-sur-Velluire met de belangrijkste infrastructuur en aangrenzende gemeenten.

## Demografie
Onderstaande figuur toont het verloop van het inwonertal.